# Pietro Francesco Bussi
Pietro Francesco Bussi (Roma, 1 de agosto de 1683 - 10 de setembro de 1765) foi um cardeal italiano da Igreja Católica, que serviu como Decano da Rota Romana.

## Biografia
De uma família originária de Viterbo. Segundo dos treze filhos do conde Giulio Bussi, de Viterbo, e Cecília Maidalchini, era parente das famílias dos Papas Inocêncio X (Pamphilj) e Alexandre VII (Chigi), além de sobrinho do cardeal Giovanni Battista Bussi sr. (1712) e tio do cardeal Giovanni Battista Bussi jr. (1824).
Doutorou-se em direito civil. Foi cônego da Basílica de São Pedro, de 30 de abril de 1713 até 1743. Camareiro de honra de Sua Santidade, referendário do Supremo Tribunal da Assinatura Apostólica e prelado doméstico de Sua Santidade, a partir de 16 de dezembro de 1721. Juiz da Fábrica de São Pedro, em 1731, em dezembro de 1733 foi eleito auditor da Sagrada Rota Romana (ou auditores de causas no Palácio Apostólico), tomando posse em junho de 1734 e tornando-se seu decano em janeiro de 1757. Recebeu a ordenação presbiteral em 1 de fevereiro de 1734. Foi regente da Penitenciária Apostólica, a partir de julho de 1755 até 24 de setembro de 1759.
Foi criado cardeal-presbítero no consistório de 24 de setembro de 1759, recebendo o chapéu vermelho em 27 de setembro e o título de Santa Maria em Via em 19 de novembro seguinte.
Morreu em Roma em 10 de setembro de 1765, às 11h, de uma apoplexia e de complicações renais. Velado na igreja de San Marcello al Corso, onde decorreu o funeral, na presença do Sacro Colégio dos Cardeais e da prelazia romana, com a missa de réquiem celebrada pelo cardeal Ferdinando Maria de Rossi, camerlengo do Sacro Colégio dos Cardeais, que também concedeu a absolvição final. No início da noite de 13 de junho seguinte, o corpo foi transportado e enterrado no lado direito da capela Bussi (capela de Santa Francesca Romana), que é a primeira capela à direita, em sua igreja titular. Sua præcordia foi colocada no túmulo de seus antepassados na basílica de Santa Maria in Trastevere.